# Tình yêu tìm lại
Tình yêu tìm lại (tựa gốc tiếng Anh: Silver Linings Playbook) là bộ phim tình cảm hài lãng mạn của Mỹ được sản xuất năm 2012, đạo diễn bởi David O. Russell dựa theo cuốn tiểu thuyết cùng tên của nhà văn Matthew Quick. Bộ phim có sự tham gia của Bradley Cooper và Jennifer Lawrence, cùng với Robert De Niro, Jacki Weaver, Chris Tucker, Anupam Kher và Julia Stiles trong các vai phụ.
Bradley Cooper vào vai Pat Solitano, một bệnh nhân bị rối loạn lưỡng cực vừa được trả về với gia đình sau thời gian điều trị tâm thần. Khao khát lấy lại tình cảm từ người vợ cũ, Pat gặp phải một góa phụ trẻ nghiện tình dục Tiffany Maxwell (Jennifer Lawrence). Tiffany đề nghị Pat giúp đỡ tham gia vào một cuộc thi nhảy để đổi lại sẽ giúp anh liên lạc với người vợ của mình. Suốt quá trình luyện tập, mối quan hệ của 2 người dần trở nên khăng khít. Pat, bố của anh (Robert De Niro) và Tiffany cuối cùng đã tới một thử thách quan trọng để đối diện với tất cả những vấn đề của họ.
Silver Linings Playbook lần đầu được trình chiếu tại Liên hoan phim quốc tế Toronto vào ngày 8 tháng 9 năm 2012, sau đó được trình chiếu tại Mỹ vào ngày 16 tháng 11 cùng năm. Từ đây bắt đầu vô số những thành công về thương mại cũng như chuyên môn mà bộ phim gặt hái được. Bộ phim nhận được tới 8 đề cử giải Oscar, trong đó có cả bốn đề cử quan trọng nhất về diễn xuất (kỷ lục lần đầu tiên lặp tại kể từ bộ phim Reds năm 1981), và cả năm đề cử quan trọng nhất của năm – Big Five (cũng là kỷ lục kể từ bộ phim Cô gái triệu đô năm 2004). Đây cũng là bộ phim tình cảm hài duy nhất trong danh sách 9 phim được đề cử Oscar 2013 cho Phim xuất sắc nhất. Tại đây, Jennifer Lawrence đã được vinh dự trao giải Nữ diễn viên chính xuất sắc nhất. Bộ phim cũng có được 4 đề cử tại giải Quả cầu vàng mà Lawrence cũng giành được giải Nữ diễn viên chính xuất sắc nhất; 3 đề cử ở BAFTA mà đạo diễn Russell được trao giải Chuyển thể kịch bản xuất sắc nhất; tại giải thưởng của Hội Diễn viên Điện ảnh, bộ phim cũng có 4 đề cử và Lawrence cũng có được giải Nữ diễn viên chính xuất sắc nhất; đây cũng là bộ phim xuất sắc nhất tại giải Tinh thần độc lập 2012 và Lawrence một lần nữa là Nữ diễn viên chính xuất sắc nhất. Cùng với đó, bộ phim có được doanh thu chiếu rạp khổng lồ với khoảng 236 triệu đô la Mỹ trên toàn thế giới, gấp hơn 11 lần kinh phí sản xuất.

## Nội dung cốt truyện
Năm 2008, Pat Solitano Jr. (Bradley Cooper) trở về với gia đình sau 8 tháng điều trị trong bệnh viện tâm thần vì chứng rối loạn lưỡng cực. Trong thời gian ở đó, Pat kết thân với một bệnh nhân khác tên là Danny (Chris Tucker), một bệnh nhân luôn tranh cãi với bệnh viện về việc trả anh lại cuộc sống bình thường. Pat nhanh chóng nhận ra rằng người vợ cũ Nikki (Brea Bee) đã rời đi và cha của anh (Robert De Niro) đã thất nghiệp và phải chơi cá độ bóng đá để có tiền mở một nhà hàng nhỏ. Pat quyết định trở lại cuộc sống cũ của mình với việc giảng hòa với Nikki, người vốn đang có lệnh cấm của tòa án đối với Pat sau một thời gian bạo lực đã từng dẫn anh ta tới hành vi ngộ sát.
Khi được điều trị với bác sĩ Patel (Anupam Kher) đã kể lại những gì khiến anh phải vào trại tâm thần: một lần về nhà sớm, anh đã thấy Nikki lăng nhăng với người khác. Vì quá tức giận, anh đã đánh gần chết gã đàn ông kia. Vì thế anh cho rằng mình không cần thuốc để điều trị tâm thần.
Trong một bữa tối ở nhà người bạn thân Ronnie (John Ortiz), anh được gặp người em vợ của Ronnie, Tiffany Maxwell (Jennifer Lawrence) dù còn trẻ song đã trở thành góa phụ và cũng vừa bị đuổi việc. Tình bạn giữa Pat và Tiffany ngày một tốt đẹp, cũng một phần vì Tiffany hứa hẹn giúp anh liên lạc với Nikki. Tiffany đề nghị Pat tập nhảy cùng cô, đổi lại cô sẽ chuyển thư mà anh viết cho Nikki. Anh đồng ý và cả hai bắt đầu quá trình tập luyện, đôi lúc có sự giúp đỡ của Danny, người rốt cuộc cũng được ra khỏi bệnh viện tâm thần. Pat tin rằng cuộc thi nhảy sẽ là dịp hiếm có để anh chứng minh cho Nikki, rằng anh đã trở lại làm một người đàn ông tốt. Tiffany đã gửi bức thư trả lời từ Nikki mà trong đó cô từ chối việc hòa giải.
Mọi thứ vẫn tốt đẹp cho tới khi người cha đề nghị Pat tới xem trận bóng của Philadelphia Eagles mà ông đã đặt một số tiền rất lớn với sự mê tín rằng anh là "bùa may mắn". Pat cũng có buổi tập với Tiffany ngày đó, nhưng rồi vướng vào một cuộc đánh lộn với một nhóm phân biệt chủng tộc trước trận đấu và rồi bị giữ bởi cảnh sát. Đội Eagles thua trận, và Pat bố trở nên tức giận. Tiffany tới, quở mắng ông và nhấn mạnh vào việc "chú ý những dấu hiệu" khi Eagles thực tế toàn thắng vào những hôm mà cô và Pat ở cùng nhau. Pat bố bị thuyết phục rằng Tiffany là một điều may mắn, song vì thế ông quyết định làm một đặt cược kép rất lớn: ông cược tất cả tài sản và sẽ thắng người bạn thân nếu Eagles giành chiến thắng trước đội Dallas, cùng lúc Pat và Tiffany kiếm được ít nhất 5.0/10 điểm ở cuộc thi nhảy. Pat trở nên do dự khi tham gia cuộc thi nhảy với điều kiện này; song Pat bố và Tiffany đã thuyết phục được anh bằng cách nói dối rằng Nikki sẽ tới. Song Pat đã tự tách mình ra khỏi cuộc nói chuyện, đọc lại bức thư trả lời của Nikki và phát hiện ra câu "chú ý những dấu hiệu" mà Tiffany vừa nhắc tới.
Pat, Tiffany, và tất cả mọi người cùng tới cuộc thi nhảy vào buổi tối của trận đấu bóng. Tiffany bị sốc nặng khi thấy Nikki xuất hiện. Pat đi tìm Tiffany và thấy cô đang ngồi uống rượu với một chàng trai lạ, và quyết đem cô trở lại cuộc thi. Trong lúc họ nhảy, Eagles giành chiến thắng thuyết phục và họ cũng giành được điểm số 5.0 như yêu cầu.
Cả Pat và Tiffany đều rất phấn chấn. Sau màn ăn mừng cùng gia đình dưới những ánh mắt khó hiểu của đám đông, Pat tiến lại Nikki và nói thầm vào tai cô. Tiffany nhìn thấy điều đó và bỏ đi. Pat rời Nikky sau vài câu nói chuyện và quay lại tìm Tiffany. Pat bố nói với anh rằng Tiffany đã đi rồi, và tiết lộ với anh rằng cô rất yêu anh và đây là cơ hội lớn của cuộc đời mà anh phải nắm lấy. Pat cũng nói với bố rằng anh yêu ông, và đuổi theo Tiffany để nói rằng anh biết cô đã giả mạo bức thư của Nikki. Anh thổ lộ tình cảm của mình, nói rằng đã yêu cô ngay từ lần gặp đầu tiên song đã mất quá nhiều thời gian để nhận ra điều đó, và họ hôn nhau.
Bộ phim kết thúc với cảnh trong nhà của Pat, khi Pat bố cùng bạn đang ngồi xem trận bóng đá, em trai của Pat và Ronnie chơi bài. Sau đó là cảnh Danny và mẹ của Pat đang nấu trong bếp, Tiffany âu yếm nhìn Pat với chiếc cốc nước trong tay, rồi cô bước tới và ngồi vào lòng anh.

## Diễn xuất
- Bradley Cooper trong vai Patrick "Pat Jr." Solitano[13][14][15].
- Jennifer Lawrence trong vai Tiffany Maxwell[16][17].
- Robert De Niro trong vai Patrizio "Pat Sr." Solitano[14][15].
- Jacki Weaver trong vai Dolores Solitano[18].
- Chris Tucker trong vai Danny McDaniels, người bạn thân của Pat, người mà Pat gặp tại trung tâm điều trị tâm thần Baltimore.
- Julia Stiles trong vai Veronica Maxwell[19].
- Anupam Kher trong vai bác sĩ Cliff Patel[20].
- Brea Bee trong vai Nikki Solitano.
- Shea Whigham trong vai Jake Solitano.
- John Ortiz trong vai Ronnie, chồng của Veronica.
- Paul Herman trong vai Randy.
- Dash Mihok trong vai sĩ quan Keogh.

## Sản xuất

### Bối cảnh
The Weinstein Company đã mua bản quyền chuyển thể từ cuốn sách và nhắm tới 2 đạo diễn kì cựu Sydney Pollack và Anthony Minghella để thực hiện, song cả hai người đều qua đời vào năm 2008. Pollack đã để lại cuốn sách cho Russell, nhấn mạnh rằng kịch bản sẽ rất khó khăn khi đây là một câu chuyện xúc động, đầy rắc rối song lại vô cùng hài hước và lãng mạn. Russell ước tính rằng mình đã phải viết lại kịch bản không dưới 20 lần trong vòng 5 năm. Russell có thể tự đặt mình vào câu chuyện vì những lý do gia đình và cũng vì người con trai của anh cũng bị chứng rối loạn lưỡng cực và cả rối loạn ám ảnh cưỡng chế.
Bộ phim được quay trong khoảng thời gian 33 ngày. Một bản nháp cực đại và một bản khá u tối được quay trước với nhân vật của De Niro, hoặc là gia trưởng hơn hoặc là hòa nhã hơn, và Russell cùng biên tập viên Jay Cassidy đã cùng nghiên cứu trước khi chọn ra sự cân bằng cần thiết.
Địa điểm được chọn là Upper Darby và Ridley Park, 2 cộng đồng dân cư nhỏ ở ngoại ô Philadelphia, Pennsylvania. Cho dù không được nhắc tới trong bộ phim, song 2 địa danh này vẫn được kể tên trong danh sách giới thiệu ở cuối phim, và người xem cũng có thể thấy dòng chữ "RPPD" trên phù hiệu của viên sĩ quan.
Bộ phim cũng chọn bối cảnh là giai đoạn lượt về của giải NFL 2008 mà ta có thể thấy đội Philadelphia Eagles tiến tới vòng play-offs. Rất nhiều trận đấu đã được nhắc tới, trong đó có những chiến thắng của Eagles trước Seattle và San Francisco, cũng như trận thua trước Washington Redskins và New York Giants (trận đấu mà Pat bỏ lỡ vì cuộc đánh nhau trước trận) và chiến thắng trước Dallas trong ngày cuối cùng của mùa giải.

### Casting
Russell ban đầu định chọn 2 diễn viên Vince Vaughn và Zooey Deschanel cho 2 vai chính, song vào lúc đó ông lại chuyển sang nhận lời thực hiện bộ phim The Fighter. Mark Wahlberg cũng đã nhận lời 4 lần trước khi từ chối vì việc trì hoãn quá trình quay phim đã làm ảnh hưởng nhiều tới kế hoạch riêng của anh.
Russell đã từng mời Bradley Cooper cho dự án chuyển thể tác phẩm Pride and Prejudice and Zombies, song dự án lại đổ bể. Vai diễn của Cooper trong Wedding Crashers đã gây ấn tượng với Russell (gọi Cooper "một chàng trai giỏi thừa nhiệt huyết") và nói: "Bạn sẽ không biết rằng anh ấy đến từ đâu." Cooper nhận xét về Russell "ông ta mạnh mẽ hơn, dễ cáu hơn và còn đáng sợ hơn tôi nữa" khi được phỏng vấn về cảm xúc khi nhận lời dự án. Russell thì tỏ ra rõ ràng là hào hứng khi Cooper sẽ đảm bảo vai diễn thành công của Pat Solitano.
Anne Hathaway vốn là lựa chọn cho vai Tiffany Maxwell, tuy nhiên vì đang kẹt với dự án The Dark Knight Rises, cô buộc phải từ chối. Rất nhiều nữ diễn viên khác đã được mời song đều không nhận vai, có thể kể tới Elizabeth Banks, Kirsten Dunst, Angelina Jolie, Blake Lively, Rooney Mara, Rachel McAdams, Andrea Riseborough và Olivia Wilde.
Russell ban đầu không nghĩ rằng Lawrence có thể thể hiện được hết vai diễn này, và màn gọi điện thử vai vốn chỉ là thủ tục. Ông cho rằng Lawrence (21 tuổi vào lúc đó) còn quá trẻ để đóng bên đàn anh Cooper (37 tuổi), song màn thử vai đã khiến ông thay đổi ý định. "Khả năng biểu cảm đặc biệt ở đôi mắt và khuôn mặt cô ấy, mà rất nhiều ngôi sao phải lao động mới có được, thật sự vô giá." Russell so sánh Lawrence với Tiffany, miêu tả cô như một trong những người ít bị kích động nhất mà ông biết, cho rằng niềm tin và cả ánh mắt của cô rất cần thiết cho vai diễn này. Tiffany được xây dựng với nhiều tranh luận. Ban đầu, cô ta được miêu tả là một goth đích thực. Lawrence phải nhuộm đen tóc và chấp nhận hóa trang rất cầu kỳ, song Harvey Weinstein lại không thích điều đó. Nhân vật được chỉnh sửa thành một kẻ bừa bãi, với chút tính goth được biểu lộ ở màu tóc đen và một chiếc vòng cổ thập giá. Để thêm bất ngờ, Russell đề nghị Lawrence tăng cân để vào vai. Russell cũng đề nghị Lawrence nói bè giọng, cho dù Lawrence cho rằng giọng bè vốn có của cô "đã nghe giống một thầy tu nghiện thuốc" lắm rồi.
Theo báo Entertainment Weekly, Lawrence ban đầu thấy mình không thể vào vai Tiffany, song lại rất vui vì vai diễn này. "Cô ta là kiểu người không thể hiểu được 100%... Cô ta là kiểu "Tôi rất bừa. Tôi không giống như những người khác, tôi bốc mùi. Lấy cái gì hoặc vứt đi cái gì là vì tôi thích thế"."
Cả Lawrence lẫn Cooper đều không hề có một chút kinh nghiệm với khiêu vũ. Chỉ trong vòng 1 tháng, Mandy Moore – vũ công trong So You Think You Can Dance – đã dạy cả hai diễn viên tập đoạn nhảy yêu cầu. Moore nói về Cooper "có sẵn những tố chất khiêu vũ", còn Lawrence thì phì cười vì điều đó bởi trước khi bắt đầu luyện tập, cô gần như không biết nhảy "tôi giống như một ông bố cố tham gia buổi khiêu vũ đêm vậy". Lawrence sau đó cũng nói về khung cảnh sàn nhảy thi đấu "Chưa có một thứ gì được hình dung ra từ trước cả. Không một thứ gì. Tôi là một vũ công tồi, và tôi sẽ chẳng bao giờ có khả năng làm điều đó cả. Khi tất cả được hoàn tất, đoạn phim hiện ra hài hước như chính nó vậy."

## Phát hành
Bộ phim được trình chiếu lần đầu tại Liên hoan phim quốc tế Toronto vào ngày 8 tháng 9 năm 2012, tại đây bộ phim giành được giải thưởng phim hay nhất do khán giả bình chọn. Bộ phim được chiếu hạn chế tại Mỹ kể từ ngày 16 tháng 11, rồi dần được chiếu rộng rãi. Đây cũng là bộ phim mở màn Liên hoan phim Mumbai vào ngày 18 tháng 10 năm 2012.
The Weinstein Company vốn không có ý định công chiếu rộng rãi bộ phim này, với giới hạn dự kiến vào khoảng 2.000 rạp. Sau những phản ứng tích cực về chuyên môn cũng như doanh thu qua đợt Lễ Tạ ơn, họ quyết định thành lập một chiến dịch mở rộng tương đối từ tốn với từng rạp chiếu một, cùng với đó là thúc đẩy hình thức quảng bá truyền miệng. Cho tới ngày 25 tháng 12, bộ phim đã được trình chiếu thêm ở 700 rạp.
Home cinema
Silver Linings Playbook được bày bán dưới ấn bản DVD và Blu-ray kể từ ngày 1 tháng 4 tại Anh và 30 tháng 4 năm 2013 tại Mỹ.

## Đón nhận của công chúng

### Đánh giá chuyên môn
Khi được trình chiếu lần đầu tiên ở Liên hoan phim quốc tế Toronto 2012, Silver Linings Playbook đã có ngay được những phản hồi vô cùng tích cực. Bộ phim được nhận chứng chỉ "Certified Fresh" với mức đánh giá 92% trong tổng số 233 lượt thông qua Rotten Tomatoes với điểm số trung bình là 8.1/10. Metacritic tổng hợp các đánh giá từ 100 nhà phê bình danh tiếng nhất cũng dành cho bộ phim điểm trung bình 81% dựa trên 45 đánh giá, cùng với đó là chú thích "chứng chỉ toàn cầu".
Cooper, Lawrence, De Niro và Weaver đều được đánh giá cao trong vai diễn của mình, song đặc biệt các lời phê bình đều ca ngợi Cooper và Lawrence. Kevin Jagernauth của tờ The Playlist ca ngợi bộ phim như "một sản phẩm giải trí thú vị, hài lòng khán giả từ đạo diễn mà các khía cạnh hài hước chưa bao giờ lại có thể rõ ràng hơn" và đặc biệt ưa thích 2 vai diễn chính "không gì có thể hay được tới vậy mà không có những vai diễn được trau chuốt cẩn thận và được đặc biệt chú trọng. Bradley Cooper và Jennifer Lawrence, những người có thể đang thể hiện những gì tốt nhất sự nghiệp của họ, xứng đáng với các giải thưởng qua các vai diễn này". David Rooney của The Hollywood Reporter nói "sự hòa quyện giữa Cooper và Lawrence khiến họ trở nên rất đáng xem, và mối quan hệ khó khăn giữa họ không ngăn được một sự cuốn hút của cả hai" và cho rằng phần diễn của toàn bộ tập thể diễn viên cũng rất đáng khen cho dù chỉ là những vai nhỏ. Rooney cũng nhấn mạnh tới "sự bừa bãi đầy sinh lực" và "thứ năng lượng tức tối" trong bố trí khung cảnh. Richard Corliss của tạp chí Time cũng hoan nghênh phần thể hiện của 2 diễn viên chính, đặc biệt là Lawrence: "Phần diễn của họ đã là quá đủ để người ta tới rạp. Lý do để người ta phải ở lại xem chính là Lawrence. Mới chỉ có 21 tuổi, Lawrence là trường hợp diễn viên hiếm hoi vừa diễn vừa trưởng thành."
Phần đạo diễn của Russell cũng được đánh giá cao. Justin Chang của tạp chí Variety viết về bộ phim: "Không cảm thấy ngượng ngùng trước một bộ phim hài, David O. Russell đã tấn công tới những căn bệnh tâm lý, thất bại hôn nhân và cả tình yêu bóng đá với những hiệu quả vô cùng rõ ràng và mãn nhãn." Eric Kohn của IndieWire tặng cho bộ phim điểm "A-", đề cao vai diễn của Cooper và Lawrence cùng với phần đạo diễn của Russell và viết "vừa làm đạo diễn vừa viết kịch bản, Russell đã gom những vai diễn nhỏ vào trong một vở hài kịch lãng mạn tới bất ngờ tới một thời điểm – theo đúng nghĩa đen của nó – lẫn lộn giữa hoài nghi và ngọt ngào đi kèm với một thành công vang dội." Ann Hornaday của The Washington Post nhấn mạnh rằng "đạo diễn rất quan trọng. Với bất kể ai khác, việc chuyển thể tác phẩm của Matthew Quick có thể sẽ trở thành một thứ nhàm chán kiểu không thuộc vai, hoặc tệ hơn, kiểu tự kỷ châm biếm khuôn sáo."
Roger Ebert dành cho bộ phim 3.5/4 sao và viết rằng bộ phim "quá hay, thậm chí có thể thành một kiểu kinh điển" và cho rằng phần kịch bản của Russell rất "tài tình" trong việc khéo léo lồng 2 vấn đề của người cha và con trong vụ cá độ cuối phim. Kenneth Turan viết bộ phim "là thành công từ một cá nhân duy nhất [Russell]" song phần diễn của các diễn viên là "tuyệt hảo", trong đó vai của Chris Tucker là vai phụ "không thể cưỡng lại". Steven Rea của The Philadelphia Inquirer cho rằng bộ phim là "một nỗ lực siêu việt, từ một kịch bản quá thông minh... cho tới những phần tương tác không thể ngờ tới giữa 2 diễn viên chính." Ricardo Baca của The Denver Post khi được hỏi rằng liệu bộ phim có quá hay như đồn đại hay không, đã trả lời: "Thực tế thì không. Tất cả những xì xào đều xứng đáng hết với họ. Bộ phim rất ý nghĩa này đã tạo nên tiếng cười, những băn khoăn và cả sự hài lòng ngay từ trailer và vẫn giữ nguyên điều đó suốt 2 tiếng của câu chuyện tình." Peter Travers của tạp chí Rolling Stone gọi đây "là một trong những bộ phim hay nhất năm. Hay tới phát điên."
David Denby của tờ The New Yorker thì cho rằng bộ phim là "một sự thiếu tính toán từ đầu tới cuối" và gọi vai của Cooper là một nhân vật "chán ngắt" song lại thích thú kể từ sự xuất hiện của nhân vật Tiffany. Richard Brody cũng của tờ The New Yorker lại chỉ trích phần viết kịch bản "các nhân vật được tạo ra chỉ để thực hiện yêu cầu của họ" và không dành cho các diễn viên sự cuốn hút mà bộ phim đem lại. Robbie Collin của The Daily Telegraph coi bộ phim "làm mệt mỏi sự vô vị để dẫn tới sự lộn xộn" và mối quan hệ trung tâm của bộ phim không có gì đặc sắc. Ông cho rằng nhân vật chính khá "lan man" và căn bệnh thần kinh của anh thực tế là một chứng tính thất thường và cũng chê bai việc bộ phim không giải thích lý do vì sao Tiffany lại quan tâm tới anh ta. Ông cho rằng Lawrence là điểm sáng duy nhất của bộ phim với lý do rằng cô đã phải đóng một vai quá phức tạp chỉ với vài nguyên liệu sơ khai, song ông cũng đánh giá tốt Russell đã biết khai thác cô.
Giải NFL bị chỉ trích nhiều về việc tổ chức cá cược và đã từ chối buổi phỏng vấn cùng Bradley Cooper và Chris Tucker trong thời gian Lễ Tạ ơn.

### Doanh thu
Bộ phim kiếm được 443.003$ tại 16 địa điểm ngay trong tuần đầu công chiếu, cạnh tranh trực tiếp với 2 bom tấn Skyfall và Lincoln. Sau khi mở thêm tới 367 điểm chiếu ở tuần thứ 2, bộ phim đã đạt mức doanh thu 4,4 triệu $. Tới ngày 30 tháng 12, theo thống kê ở 745 rạp, doanh thu đã trên 27,3 triệu. Tới ngày 18 tháng 1 năm 2013, con số tăng thêm 12,1 triệu khi số rạp đã đạt tới 2.523, và tổng doanh thu đạt 56,7 triệu $. Ở tuần thứ 2 sau khi mở rộng số rạp, doanh thu cũng chỉ giảm 12.2%. Gitesh Pandya dự đoán rằng theo đà này bộ phim có thể chạm ngưỡng 100 triệu $ thậm chí xa hơn nếu số lượt xem vẫn giữ vững qua các tuần.
Ray Subers cũng cho rằng bộ phim có thể đạt mốc 100 triệu $. Ông nhấn mạnh rằng bộ phim khởi đầu chậm chạp, song lại tiến nhanh một cách vững chãi qua tháng 12, và mang theo nó một lượng lớn người hâm mộ Lawrence và Cooper quảng bá bộ phim. Tới ngày 19 tháng 2 năm 2013, bộ phim vượt qua doanh thu 100 triệu $ ở Bắc Mỹ. Tới ngày 19 tháng 3, bộ phim lập nên một kỳ tích vang dội khi có số doanh thu gấp 11 lần kinh phí sản xuất

### Danh sách top 10
- Cinemablend xếp bộ phim ở vị trí số 8 trong danh sách 10 phim hay nhất của năm[73].
- Nhà phê bình Catherine Shoard của tờ The Guardian xếp bộ phim ở vị trí số 4 trong danh sách 10 phim hay nhất của năm[74].
- Darwin TV xếp bộ phim ở vị trí số 2 trong danh sách 5 bộ phim hay nhất năm.

### Đề cử và giải thưởng
| Ngày trao giải                  | Giải thưởng                            | Hạng mục                                                       | Đề cử cho                                                                                        | Thành tích |
| ------------------------------- | -------------------------------------- | -------------------------------------------------------------- | ------------------------------------------------------------------------------------------------ | ---------- |
| 24 tháng 2 năm 2013             | Giải Oscar                             | Phim xuất sắc nhất                                             | Bruce Cohen, Donna Gigliotti và Jonathan Gordon                                                  | Đề cử      |
| 24 tháng 2 năm 2013             | Giải Oscar                             | Nam diễn viên chính xuất sắc nhất                              | Bradley Cooper                                                                                   | Đề cử      |
| 24 tháng 2 năm 2013             | Giải Oscar                             | Nữ diễn viên chính xuất sắc nhất                               | Jennifer Lawrence                                                                                | Đoạt giải  |
| 24 tháng 2 năm 2013             | Giải Oscar                             | Nam diễn viên phụ xuất sắc nhất                                | Robert De Niro                                                                                   | Đề cử      |
| 24 tháng 2 năm 2013             | Giải Oscar                             | Nữ diễn viên phụ xuất sắc nhất                                 | Jacki Weaver                                                                                     | Đề cử      |
| 24 tháng 2 năm 2013             | Giải Oscar                             | Đạo diễn xuất sắc nhất                                         | David O. Russell                                                                                 | Đề cử      |
| 24 tháng 2 năm 2013             | Giải Oscar                             | Kịch bản chuyển thể xuất sắc nhất                              | David O. Russell                                                                                 | Đề cử      |
| 24 tháng 2 năm 2013             | Giải Oscar                             | Biên tập xuất sắc nhất                                         | Jay Cassidy và Crispin Struthers                                                                 | Đề cử      |
| 11 tháng 1 năm 2013             | Viện phim Mỹ                           | Phim của năm                                                   |                                                                                                  | Đoạt giải  |
| Tháng 1 năm 2013                | Giải thưởng phim quốc tế AACTA         | Phim xuất sắc nhất                                             | Bruce Cohen, Donna Gigliotti và Jonathan Gordon                                                  | Đoạt giải  |
| Tháng 1 năm 2013                | Giải thưởng phim quốc tế AACTA         | Chỉ đạo nghệ thuật xuất sắc nhất                               | David O. Russell                                                                                 | Đoạt giải  |
| Tháng 1 năm 2013                | Giải thưởng phim quốc tế AACTA         | Kịch bản xuất sắc nhất                                         | David O. Russell                                                                                 | Đề cử      |
| Tháng 1 năm 2013                | Giải thưởng phim quốc tế AACTA         | Nam diễn viên chính xuất sắc nhất                              | Bradley Cooper                                                                                   | Đề cử      |
| Tháng 1 năm 2013                | Giải thưởng phim quốc tế AACTA         | Nữ diễn viên chính xuất sắc nhất                               | Jennifer Lawrence                                                                                | Đoạt giải  |
| 18–25 tháng 10 năm 2012         | Liên hoa phim Áo                       | Giải thưởng bình chọn của khán giả                             | David O. Russell                                                                                 | Đoạt giải  |
| 10 tháng 2 năm 2013             | BAFTA                                  | Nam diễn viên chính xuất sắc nhất                              | Bradley Cooper                                                                                   | Đề cử      |
| 10 tháng 2 năm 2013             | BAFTA                                  | Nữ diễn viên chính xuất sắc nhất                               | Jennifer Lawrence                                                                                | Đề cử      |
| 10 tháng 2 năm 2013             | BAFTA                                  | Kịch bản chuyển thể xuất sắc nhất                              | David O. Russell                                                                                 | Đoạt giải  |
| 10 tháng 1 năm 2013             | Critics' Choice Awards                 | Phim xuất sắc nhất                                             |                                                                                                  | Đề cử      |
| 10 tháng 1 năm 2013             | Critics' Choice Awards                 | Nam diễn viên chính xuất sắc nhất                              | Bradley Cooper                                                                                   | Đề cử      |
| 10 tháng 1 năm 2013             | Critics' Choice Awards                 | Nữ diễn viên chính xuất sắc nhất                               | Jennifer Lawrence                                                                                | Đề cử      |
| 10 tháng 1 năm 2013             | Critics' Choice Awards                 | Nam diễn viên phụ xuất sắc nhất                                | Robert De Niro                                                                                   | Đề cử      |
| 10 tháng 1 năm 2013             | Critics' Choice Awards                 | Dàn diễn viên xuất sắc nhất                                    |                                                                                                  | Đoạt giải  |
| 10 tháng 1 năm 2013             | Critics' Choice Awards                 | Đạo diễn xuất sắc nhất                                         | David O. Russell                                                                                 | Đề cử      |
| 10 tháng 1 năm 2013             | Critics' Choice Awards                 | Kịch bản xuất sắc nhất                                         | David O. Russell                                                                                 | Đề cử      |
| 10 tháng 1 năm 2013             | Critics' Choice Awards                 | Phim hài xuất sắc nhất                                         |                                                                                                  | Đoạt giải  |
| 10 tháng 1 năm 2013             | Critics' Choice Awards                 | Nam diễn viên chính phim hài xuất sắc nhất                     | Bradley Cooper                                                                                   | Đoạt giải  |
| 10 tháng 1 năm 2013             | Critics' Choice Awards                 | Nữ diễn viên chính phim hài xuất sắc nhất                      | Jennifer Lawrence                                                                                | Đoạt giải  |
| 14 tháng 12 năm 2012            | Hội các nhà phê bình phim Detroit      | Phim xuất sắc nhất                                             |                                                                                                  | Đoạt giải  |
| 14 tháng 12 năm 2012            | Hội các nhà phê bình phim Detroit      | Đạo diễn xuất sắc nhất                                         | David O. Russell                                                                                 | Đoạt giải  |
| 14 tháng 12 năm 2012            | Hội các nhà phê bình phim Detroit      | Nam diễn viên chính xuất sắc nhất                              | Bradley Cooper                                                                                   | Đề cử      |
| 14 tháng 12 năm 2012            | Hội các nhà phê bình phim Detroit      | Nữ diễn viên chính xuất sắc nhất                               | Jennifer Lawrence                                                                                | Đoạt giải  |
| 14 tháng 12 năm 2012            | Hội các nhà phê bình phim Detroit      | Nam diễn viên phụ xuất sắc nhất                                | Robert De Niro                                                                                   | Đoạt giải  |
| 14 tháng 12 năm 2012            | Hội các nhà phê bình phim Detroit      | Tập thể xuất sắc nhất                                          |                                                                                                  | Đề cử      |
| 14 tháng 12 năm 2012            | Hội các nhà phê bình phim Detroit      | Kịch bản xuất sắc nhất                                         | David O. Russell                                                                                 | Đoạt giải  |
| 18 tháng 1 năm 2013             | Hiệp hội phê bình phim Georgia         | Phim xuất sắc nhất                                             |                                                                                                  | Đoạt giải  |
| 18 tháng 1 năm 2013             | Hiệp hội phê bình phim Georgia         | Đạo diễn xuất sắc nhất                                         | David O. Russell                                                                                 | Đề cử      |
| 18 tháng 1 năm 2013             | Hiệp hội phê bình phim Georgia         | Nam diễn viên chính xuất sắc nhất                              | Bradley Cooper                                                                                   | Đề cử      |
| 18 tháng 1 năm 2013             | Hiệp hội phê bình phim Georgia         | Nữ diễn viên chính xuất sắc nhất                               | Jennifer Lawrence                                                                                | Đoạt giải  |
| 18 tháng 1 năm 2013             | Hiệp hội phê bình phim Georgia         | Nam diễn viên phụ xuất sắc nhất                                | Robert De Niro                                                                                   | Đề cử      |
| 18 tháng 1 năm 2013             | Hiệp hội phê bình phim Georgia         | Nữ diễn viên phụ xuất sắc nhất                                 | Jacki Weaver                                                                                     | Đề cử      |
| 18 tháng 1 năm 2013             | Hiệp hội phê bình phim Georgia         | Kịch bản chuyển thể xuất sắc nhất                              | David O. Russell                                                                                 | Đoạt giải  |
| 18 tháng 1 năm 2013             | Hiệp hội phê bình phim Georgia         | Tập thể xuất sắc nhất                                          |                                                                                                  | Đoạt giải  |
| 13 tháng 1 năm 2013             | Giải Quả cầu vàng                      | Phim ca nhạc hoặc phim hài xuất sắc nhất                       |                                                                                                  | Đề cử      |
| 13 tháng 1 năm 2013             | Giải Quả cầu vàng                      | Nam diễn viên phim ca nhạc hoặc phim hài xuất sắc nhất         | Bradley Cooper                                                                                   | Đề cử      |
| 13 tháng 1 năm 2013             | Giải Quả cầu vàng                      | Nữ diễn viên phim ca nhạc hoặc phim hài xuất sắc nhất          | Jennifer Lawrence                                                                                | Đoạt giải  |
| 13 tháng 1 năm 2013             | Giải Quả cầu vàng                      | Kịch bản xuất sắc nhất                                         | David O. Russell                                                                                 | Đề cử      |
| 26 tháng 11 năm 2012            | Giải tự do Gotham                      | Tập thể xuất sắc nhất                                          |                                                                                                  | Đề cử      |
| 7 tháng 10 năm 2012             | Liên hoan phim quốc tế Hamptons        | Giải bình chọn của khán giả – Cốt truyện xuất sắc nhất         | David O. Russell                                                                                 | Đoạt giải  |
| 22 tháng 10 năm 2012            | Liên hoan phim Hollywood               | Nam diễn viên chính xuất sắc nhất                              | Bradley Cooper                                                                                   | Đoạt giải  |
| 22 tháng 10 năm 2012            | Liên hoan phim Hollywood               | Đạo diễn xuất sắc nhất                                         | David O. Russell                                                                                 | Đoạt giải  |
| 22 tháng 10 năm 2012            | Liên hoan phim Hollywood               | Nam diễn viên phụ xuất sắc                                     | Robert De Niro                                                                                   | Đoạt giải  |
| 5 tháng 1 năm 2013              | Hiệp hội phê bình phim Houston         | Nữ diễn viên chính xuất sắc nhất                               | Jennifer Lawrence                                                                                | Đoạt giải  |
| 23 tháng 2 năm 2013             | Giải Tinh thần độc lập                 |                                                                |                                                                                                  |            |
| 23 tháng 2 năm 2013             | Giải Tinh thần độc lập                 | Phim hay nhất                                                  | David O. Russell                                                                                 | Đoạt giải  |
| 23 tháng 2 năm 2013             | Giải Tinh thần độc lập                 | Đạo diễn xuất sắc nhất                                         | David O. Russell                                                                                 | Đoạt giải  |
| 23 tháng 2 năm 2013             | Giải Tinh thần độc lập                 | Nữ diễn viên chính xuất sắc nhất                               | Jennifer Lawrence                                                                                | Đoạt giải  |
| 23 tháng 2 năm 2013             | Giải Tinh thần độc lập                 | Nam diễn viên chính xuất sắc nhất                              | Bradley Cooper                                                                                   | Đề cử      |
| 23 tháng 2 năm 2013             | Giải Tinh thần độc lập                 | Kịch bản hay nhất                                              | David O. Russell                                                                                 | Đoạt giải  |
| 21 tháng 2 năm 2013             | Hiệp hội phê bình nhạc phim quốc tế    | Nhạc sĩ sáng tác nhạc phim của năm                             | Danny Elfman (cùng với Dark Shadows, Frankenweenie, Men in Black 3, Hitchcock, và Promised Land) | Đoạt giải  |
| 21 tháng 2 năm 2013             | Hiệp hội phê bình nhạc phim quốc tế    | Sáng tác hòa âm cho phim hài xuất sắc nhất                     | Danny Elfman                                                                                     | Đề cử      |
| 18 tháng 1 năm 2013             | Hiệp hội phê bình phim Iowa            | Phim xuất sắc nhất                                             |                                                                                                  | Đề cử      |
| 18 tháng 1 năm 2013             | Hiệp hội phê bình phim Iowa            | Nam diễn viên chính xuất sắc nhất                              | Bradley Cooper                                                                                   | Đề cử      |
| 18 tháng 1 năm 2013             | Hiệp hội phê bình phim Iowa            | Nữ diễn viên chính xuất sắc nhất                               | Jennifer Lawrence                                                                                | Đề cử      |
| 18 tháng 1 năm 2013             | Hiệp hội phê bình phim Iowa            | Nam diễn viên phụ xuất sắc nhất                                | Robert De Niro                                                                                   | Đề cử      |
| 5 tháng 12 năm 2012             | Ủy ban Quốc gia về Phê bình Điện ảnh   | Nam diễn viên chính xuất sắc nhất                              | Bradley Cooper                                                                                   | Đoạt giải  |
| 5 tháng 12 năm 2012             | Ủy ban Quốc gia về Phê bình Điện ảnh   | Kịch bản chuyển thể hay nhất                                   | David O. Russell                                                                                 | Đoạt giải  |
| 13 tháng 12 năm 2012            | Hội các nhà phê bình phim Las Vegas    | Nữ diễn viên chính xuất sắc nhất                               | Jennifer Lawrence                                                                                | Đoạt giải  |
| 9 tháng 12 năm 2012             | Hiệp hội phê bình phim Los Angeles     | Nữ diễn viên chính xuất sắc nhất (chia sẻ với Emmanuelle Riva) | Jennifer Lawrence                                                                                | Đoạt giải  |
| 14 tháng 4 năm 2013             | MTV Movie Awards                       | Phim xuất sắc nhất                                             |                                                                                                  | Đề cử      |
| 14 tháng 4 năm 2013             | MTV Movie Awards                       | Nữ diễn viên chính xuất sắc nhất                               | Jennifer Lawrence                                                                                | Đoạt giải  |
| 14 tháng 4 năm 2013             | MTV Movie Awards                       | Nam diễn viên chính xuất sắc nhất                              | Bradley Cooper                                                                                   | Đoạt giải  |
| 14 tháng 4 năm 2013             | MTV Movie Awards                       | Nụ hôn của năm                                                 | Bradley Cooper và Jennifer Lawrence                                                              | Đoạt giải  |
| 14 tháng 4 năm 2013             | MTV Movie Awards                       | Khoảnh khắc nhạc phim xuất sắc nhất                            | Bradley Cooper và Jennifer Lawrence                                                              | Đề cử      |
| 11 tháng 12 năm 2012            | Hội các nhà phê bình phim San Diego    | Phim xuất sắc nhất                                             |                                                                                                  | Đề cử      |
| 11 tháng 12 năm 2012            | Hội các nhà phê bình phim San Diego    | Đạo diễn xuất sắc nhất                                         | David O. Russell                                                                                 | Đề cử      |
| 11 tháng 12 năm 2012            | Hội các nhà phê bình phim San Diego    | Nam diễn viên chính xuất sắc nhất                              | Bradley Cooper                                                                                   | Đề cử      |
| 11 tháng 12 năm 2012            | Hội các nhà phê bình phim San Diego    | Nữ diễn viên chính xuất sắc nhất                               | Jennifer Lawrence                                                                                | Đề cử      |
| 11 tháng 12 năm 2012            | Hội các nhà phê bình phim San Diego    | Kịch bản chuyển thể xuất sắc nhất                              |                                                                                                  | Đề cử      |
| 11 tháng 12 năm 2012            | Hội các nhà phê bình phim San Diego    | Dàn diễn viên xuất sắc nhất                                    |                                                                                                  | Đề cử      |
| 26 tháng 1 năm 2013             | Giải thưởng của Hội Đạo diễn Mỹ        | Phim xuất sắc nhất                                             | Bruce Cohen, Donna Gigliotti, Jonathan Gordon                                                    | Đề cử      |
| 16 tháng 12 năm 2012            | Giải Vệ tinh                           | Phim xuất sắc nhất                                             |                                                                                                  | Đoạt giải  |
| 16 tháng 12 năm 2012            | Giải Vệ tinh                           | Nam diễn viên chính xuất sắc nhất                              | Bradley Cooper                                                                                   | Đoạt giải  |
| 16 tháng 12 năm 2012            | Giải Vệ tinh                           | Nữ diễn viên chính xuất sắc nhất                               | Jennifer Lawrence                                                                                | Đoạt giải  |
| 16 tháng 12 năm 2012            | Giải Vệ tinh                           | Nam diễn viên phụ xuất sắc nhất                                | Robert De Niro                                                                                   | Đề cử      |
| 16 tháng 12 năm 2012            | Giải Vệ tinh                           | Đạo diễn xuất sắc nhất                                         | David O. Russell                                                                                 | Đoạt giải  |
| 16 tháng 12 năm 2012            | Giải Vệ tinh                           | Kịch bản chuyển thể xuất sắc nhất                              | David O. Russell                                                                                 | Đề cử      |
| 16 tháng 12 năm 2012            | Giải Vệ tinh                           | Biên tập xuất sắc nhất                                         | Jay Cassidy                                                                                      | Đoạt giải  |
| 24 tháng 1 – 3 tháng 2 năm 2013 | Liên hoan phim quốc tế Santa Barbara   | Diễn viên của năm                                              | Jennifer Lawrence                                                                                | Đoạt giải  |
| 27 tháng 1 năm 2013             | Giải thưởng của Hội Diễn viên Điện ảnh | Nam diễn viên chính xuất sắc nhất                              | Bradley Cooper                                                                                   | Đề cử      |
| 27 tháng 1 năm 2013             | Giải thưởng của Hội Diễn viên Điện ảnh | Nữ diễn viên chính xuất sắc nhất                               | Jennifer Lawrence                                                                                | Đoạt giải  |
| 27 tháng 1 năm 2013             | Giải thưởng của Hội Diễn viên Điện ảnh | Nam diễn viên phụ xuất sắc nhất                                | Robert De Niro                                                                                   | Đề cử      |
| 27 tháng 1 năm 2013             | Giải thưởng của Hội Diễn viên Điện ảnh | Dàn diễn viên xuất sắc nhất                                    |                                                                                                  | Đề cử      |
| 17 tháng 12 năm 2012            | Hiệp hội phê bình điện ảnh St. Louis   | Nam diễn viên chính xuất sắc nhất                              | Bradley Cooper                                                                                   | Đề cử      |
| 17 tháng 12 năm 2012            | Hiệp hội phê bình điện ảnh St. Louis   | Nữ diễn viên chính xuất sắc nhất                               | Jennifer Lawrence                                                                                | Đề cử      |
| 17 tháng 12 năm 2012            | Hiệp hội phê bình điện ảnh St. Louis   | Kịch bản xuất sắc nhất                                         | David O. Russell                                                                                 | Đề cử      |
| 6–16 tháng 9 năm 2012           | Liên hoan phim quốc tế Toronto         | Giải thưởng bình chọn của khán giả                             | David O. Russell                                                                                 | Đoạt giải  |
| 10 tháng 12 năm 2012            | Hiệp hội phê bình phim Washington D.C. | Phim xuất sắc nhất                                             |                                                                                                  | Đề cử      |
| 10 tháng 12 năm 2012            | Hiệp hội phê bình phim Washington D.C. | Nữ diễn viên chính xuất sắc nhất                               | Jennifer Lawrence                                                                                | Đoạt giải  |
| 10 tháng 12 năm 2012            | Hiệp hội phê bình phim Washington D.C. | Kịch bản chuyển thể hay nhất                                   | David O. Russell                                                                                 | Đoạt giải  |

## Nhạc phim

### Soundtrack
| Đánh giá chuyên môn | Đánh giá chuyên môn |
| Nguồn đánh giá      | Nguồn đánh giá      |
| Nguồn               | Đánh giá            |
| ------------------- | ------------------- |
| Allmusic            | [ 101 ]             |

Silver Linings Playbook: Original Motion Picture Soundtrack là bản soundtrack chính thức của bộ phim, phát hành tại Mỹ bởi Sony Music Entertainment vào ngày 16 tháng 11 năm 2012 theo định dạng kỹ thuật số.
Đĩa đơn từ album, "Silver Lining (Crazy 'Bout You)" cũng có được vị trí số 100 tại The Official Charts Company. Phần soundtrack cũng bao gồm một số ca khúc của Stevie Wonder, Dave Brubeck Quartet, Alt-J, Eagles of Death Metal, Jessie J và 2 ca khúc hòa âm sáng tác bởi Danny Elfman.
| STT | Nhan đề                                           | Nghệ sĩ                            | Thời lượng |
| --- | ------------------------------------------------- | ---------------------------------- | ---------- |
| 1.  | "Silver Lining Titles"                            | Danny Elfman                       | 3:12       |
| 2.  | "My Cherie Amour"                                 | Stevie Wonder                      | 2:52       |
| 3.  | "Always Alright"                                  | Alabama Shakes                     | 4:04       |
| 4.  | "Unsquare Dance"                                  | The Dave Brubeck Quartet           | 2:01       |
| 5.  | "Buffalo"                                         | Alt-J cùng Mountain Man            | 3:15       |
| 6.  | "The Moon of Manakoora"                           | Les Paul & Mary Ford               | 2:46       |
| 7.  | "Monster Mash"                                    | CrabCorps                          | 3:36       |
| 8.  | "Goodnight Moon"                                  | Ambrosia Parsley & The Elegant Too | 4:02       |
| 9.  | "Now I'm a Fool"                                  | Eagles of Death Metal              | 3:42       |
| 10. | "Walking Home"                                    | Danny Elfman                       | 1:04       |
| 11. | "Girl from the North Country"                     | Bob Dylan và Johnny Cash           | 3:40       |
| 12. | "Silver Lining (Crazy 'Bout You)"                 | Jessie J                           | 3:24       |
| 13. | "Hey Big Brother"                                 | Rare Earth                         | 4:45       |
| 14. | "Maria" (Bernstein Plays Brubeck Plays Bernstein) | The Dave Brubeck Quartet           | 3:20       |

### Nhạc nền hòa tấu
Phần sáng tác hòa tấu của Danny Elfman cho bộ phim được Sony Music Entertainment phát hành cùng lúc với album soundtrack.
| STT | Nhan đề                    | Thời lượng |
| --- | -------------------------- | ---------- |
| 1.  | "Silver Lining Titles"     | 3:11       |
| 2.  | "Running Off"              | 2:01       |
| 3.  | "Simple"                   | 1:55       |
| 4.  | "With a Beat"              | 2:17       |
| 5.  | "Tiny Guitars"             | 1:01       |
| 6.  | "Walking Home"             | 1:04       |
| 7.  | "Silver Lining Wild-Track" | 2:57       |
| 8.  | "The Book"                 | 0:41       |
| 9.  | "Happy Ending"             | 3:52       |
| 10. | "Goof Track"               | 1:28       |